# Annie Karich
Annie Karich (* 26. Oktober 2003 in Surfside, Kalifornien) ist eine US-amerikanische Fußballspielerin.

## Karriere

### Vereine
Karich spielte in ihrer Jugendzeit ein Jahr lang für den Blues SC und zwei Jahre für den Beach FC Fußball. Während ihrer High-School-Zeit an der Mater Dei-High-School in Santa Ana spielte sie zwei Jahre lang für das Fußball-Schulteam, dessen Spielführerin sie gewesen ist.
Mit der Aufnahme eines Studiums an der Santa Clara University bestritt sie in den Spielzeiten 2022 und 2023 für das Sport-Team der privaten Bildungseinrichtung, die Broncos, 40 Meisterschaftsspiele in der West Coast Conference, in denen ihr ein Tor gelang.
Am 24. November 2023 wurde ihre Verpflichtung auf der Website des Bundesligisten SC Freiburg öffentlich. Im Sommer 2025 wechselte sie zurück in die USA und wurde Teil des neugegründeten Franchises Boston Legacy FC. Dort wird sie 2026 starten und wird bis dato an den mexikanischen Erstligisten Club América Femenil verliehen.

### Nationalmannschaft
Karich gehörte zunächst der Nachwuchsnationalmannschaft der USSF der Altersklasse U15 an, für die sie jedoch keinen Länderspieleinsatz bestritt. Für die U17-Nationalmannschaft bestritt sie im weiteren Verlauf drei Länderspiele, wobei sie am 12. Juni 2019 beim 3:0-Sieg im Freundschaftsspiel gegen die U17-Nationalmannschaft Chinas über 90 Minuten debütierte. Am 14. und 17. September bestritt sie zwei weitere Länderspiele in dieser Altersklasse. Mit der U20-Nationalmannschaft nahm sie an der vom 10. bis zum 28. August 2022 in Costa Rica ausgetragenen Weltmeisterschaft anstelle von Sally Menti, die sich vor dem Turnier verletzt hatte und ausfiel, teil; kam im zweiten und dritten Spiel der Gruppe D, in denen sie zum Kader gehörte, jedoch nicht zum Einsatz. Gegenwärtig gehört sie dem U23-Nationalmannschaftskader an.

## Auszeichnungen
- Beste Defensivspielerin der West Coast Conference 2023
- Bester Neuling der West Coast Conference 2022